# Helí Herrera Hernández
Helí Herrera Hernández (Altotonga, Veracruz, 10 de julio de 1958) es un político y académico mexicano. Fue miembro del antiguo Partido Popular Socialista (PPS) y actualmente de Movimiento Ciudadano, fue diputado federal de 1991 a 1994.

## Biografía
Es licenciado en Derecho y en Economía, y maestro en Economía por la Universidad Estatal de Moscú M. V. Lomonósov y tiene un diplomado en Derecho en el Instituto Tecnológico y de Estudios Superiores de Monterrey (ITESM).
Fue elegido diputado a la LIV Legislatura del Congreso del Estado de Veracruz de 1986 a 1988 y en 1989 fue elegido secretario general del PPS en Veracruz, cargo que ocupó hasta 1997 en que el partido perdió el registro definitivo. En 1991 fue elegido diputado federal por la vía de la representación proporcional a la LV Legislatura de dicho año al de 1994. Pero se separó del cargo mediante licencia el 30 de abril de 1992, para ser candidato del PPS a gobernador de Veracruz en las elecciones de dicho año y en las cuales quedó en tercer lugar de las preferencias con el 7.00% de los votos, tras el priísta Patricio Chirinos Calero y el perredista Heberto Castillo Martínez. Tras ello, se reintegró a su diputación con fecha del 15 de agosto de 1992, pero solicitó nuevamente licencia al cargo el 1 de diciembre del mismo año.
Tras eso, se dedicó al ejercicio de la docencia de diversas asignaturas y como director del Colegio de Altotonga. En las elecciones estatales de 2016 fue candidato de Movimiento Ciudadano a diputado por el Distrito 9 local, no logrando el triunfo, que correspondió al candidato de PRI Carlos Antonio Morales Guevara, y es presidente del consejo estatal de Movimiento Ciudadano.